# Нойрат (ТЭС)
ТЭС «Нойрат» (нем. Kraftwerk Neurath) — тепловая электростанция на буром угле в земле Северный Рейн-Вестфалия, Германия. Расположена к югу от Гревенбройха и граничит с муниципалитетами Роммерскирхен и Бедбург. Установленная мощность составляет 4211 МВт, что, на 2019 год, делает её самой мощной электростанцией Германии. Первый блок введён в эксплуатацию в 1972 году, блоки F и G — 15 августа 2012 года. Блоки A и B выведены из эксплуатации. Блок C находится в состоянии «готовности по соображениям безопасности» с 2019 года. Находится в собственности RWE.

## Основные сведения
ТЭС «Нойрат» является электростанцией базовой нагрузки. В качестве топлива использует бурый уголь, который доставляется по железной дороге из карьеров Рейнского угольного бассейна, в частности из рудников Гарцвайлер и Хамбах
Первые 5 блоков станции были введены в эксплуатацию в 1970-х годах (2100 МВт), в 2012 году были добавлены два новых блока производства Alstom, каждый мощностью 1000 МВт, конструкция которых позволяет осуществлять регулирование нагрузок в электросетях. Хронология ввода в эксплуатацию энергоблоков:
| Блоки                       | A             | B               | C         | D         | E         | F         | G         |
| --------------------------- | ------------- | --------------- | --------- | --------- | --------- | --------- | --------- |
| Дата ввода в эксплуатацию   | 1972          | 1972            | 1973      | 1975      | 1976      | 2012      | 2012      |
| Дата вывода из эксплуатации | 1 апреля 2022 | 31 декабря 2021 |           |           |           |           |           |
| Мощность, МВт               | 2 × 294       | 2 × 294         | 292       | 607       | 604       | 2 × 1060  | 2 × 1060  |
| Высота дымовой трубы        | 3 × 160 м     | 3 × 160 м       | 3 × 160 м | 2 × 170 м | 2 × 170 м | 2 × 173 м | 2 × 173 м |
| Высота башни градирни       | 3 × 103 м     | 3 × 103 м       | 3 × 103 м | 2 × 128 м | 2 × 128 м | 2 × 172 м | 2 × 172 м |